# 拉玛六世

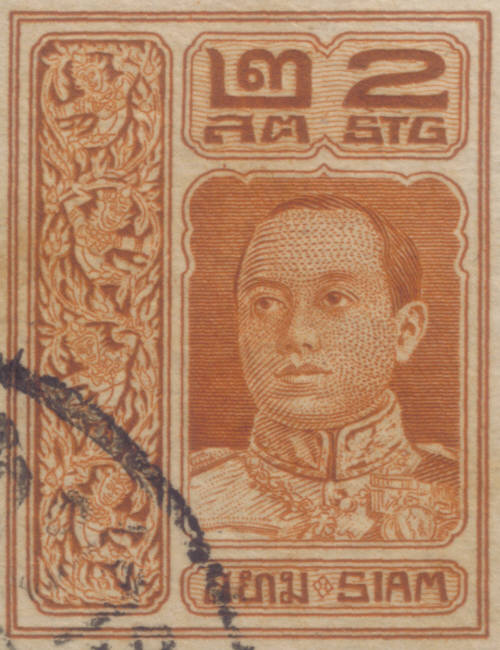
瓦栖拉兀在位期间发行的郵票，注意邮票上的国名为暹罗

瓦栖拉兀（皇家轉寫：Vajiravudh；1880年1月1日—1925年11月26日），即帕·巴·頌德·帕博拉門·瑪哈·瓦栖拉兀·帕·蒙固·告·昭育霍（พระบาทสมเด็จพระปรเมนทรมหาวชิราวุธฯ พระมงกุฎเกล้าเจ้าอยู่หัว）或帕·巴·頌德·帕·拉瑪提博迪·西·辛通·瑪哈·瓦栖拉兀·帕·蒙固·告·昭育霍（พระบาทสมเด็จพระรามาธิบดีศรีสินทรมหาวชิราวุธ พระมงกุฎเกล้าเจ้าอยู่หัว），是泰國扎克里王朝第六位君主，1910年至1925年在位，亦稱拉瑪六世（Rama VI）。《清史稿》稱其為馬活提路特。

## 生平
瓦栖拉兀是朱拉隆功的兒子。他是泰國史上首位出國留學的國王，早年在英国牛津大学学习法律，毕业后回到泰国，擔任陸軍上將。1910年即位後，在國內（當時統治區域為現今泰國、寮國、柬埔寨）進行著名的扎克里改革。雖然瓦栖拉兀推行許多政策，但在財政管理方面相當散漫（尤其是以童軍為中心編制的保安隊，此組織對財政造成相當大的壓迫），使國家財政於之後的巴差提朴任內嚴重惡化。

## 主要事蹟
- 引進義務教育制度
- 建設發電廠、下水道、曼谷國際機場等基礎設施。
- 廢除從拉瑪二世开始使用的白象旗，設計現在使用的三色旗。
- 制定新的姓氏法，讓一般國民也擁有姓氏。
- 把泰國曆的紀元元年，改至釋迦牟尼佛佛滅之年。
- 成為世界第三個引進童軍的國家。
- 為了提升泰國環境衛生的水準，也因朱拉隆功異母兄弟的女兒死於狂犬病，設立泰國紅十字會。
- 補足泰語字彙不足，發明許多新詞。
- 擅長英語和法語，還創作並翻譯許多文學作品，甚至寫劇本在民眾前面表演。
- 模仿西方，廢除一夫多妻制。
- 推行華人同化政策。
- 參加第一次世界大戰，之後加入國際聯盟。
- 派遣許多英、法留學生。
- 把御花園轉變成是樂園公眾遊園地，並在園裡成立第一所公共圖書館。